# Senscheid
Senscheid es un municipio situado en el distrito de Ahrweiler, en el estado federado de Renania Palatinado (Alemania). Su población estimada a finales de 2016 era de 91 habitantes.
Se encuentra ubicado al norte del estado, cerca de la frontera con el estado de Renania del Norte-Westfalia.